# Теракт над Локербі
Теракт над Локербі — терористичний акт, що стався 21 грудня 1988 року над шотландським містом Локербі, тоді було підірвано літак Boeing 747-121 авіакомпанії PanAm, що прямував рейсом 103 за маршрутом Франкфурт-на-Майні — Лондон — Нью-Йорк — Детройт. Загинуло 270 людей, серед них пасажири, екіпаж і мешканці міста на місці падіння літака.
Після тривалого слідства були висунуті звинувачення у скоєнні цього злочину проти працівників лівійських спецслужб. За результатами судового рішення Лівія погодилася виплатити компенсацію родичам постраждалих.

## Обставини трагедії
21 грудня 1988 року літак Боїнг 747 авіакомпанії PanAm виконував регулярний рейс з Лондону до Нью-Йорку і під час польоту над шотландським містом Локербі вибухнув і впав на землю. У результаті загинуло 259 людей на борту літака і 11 на землі.
У листопаді 1991 року після трьох років слідства Державний департамент юстиції Шотландії висунув звинувачення у скоєнні цього злочину проти двох агентів лівійської розвідки: Абдельбассет Алі аль-Меграхі і Аль Аміна Халіфа Фімаха. Після того, як Лівія відмовилася видати підозрюваних, Радою Безпеки ООН були введені міжнародні санкції проти Лівії. Після тривалих переговорів у квітні 1999 року Лівія погодилася видати двох підозрюваних для проведення судового засідання у Нідерландах, згідно із законами Шотландії. Після 9 місяців судового розгляду, один з обвинувачених, Абдельбассет Алі аль-Меграхі був визнаний винним і засуджений до довічного ув'язнення, інший підозрюваний був виправданий. 20 серпня 2009 року у зв'язку з тяжким захворюванням на рак, аль-Меграхі був звільнений і йому було дозволено повернутися на батьківщину.
За результатами суду продовжилися переговори з Лівією стосовно компенсації постраждалим під час теракту. Режим Каддафі визнав свою відповідальність в організації вибуху над Локербі, однак погодився виплатити компенсацію постраждалим у розмірі 10 мільйонів доларів для кожної родини тільки після зняття санкцій проти Лівії.
У грудні 2022 року в США було заарештовано колишнього співробітника лівійської розвідки Абу Аджіла Мохаммада Масуда, підозрюваного в причетності до теракту. За даними слідства, саме Масуд відіграв провідну роль у виготовленні бомби, яка вибухнула на літаку.